# Talecris
Talecris ist ein US-amerikanischer Pharmahersteller, der sich auf die Herstellung von Plasmaprodukten zur Behandlung von Immunschwächekrankheiten und Lungenerkrankungen bis hin zur Hämophilie konzentriert. Der Sitz von Talecris befindet sich in Research Triangle Park. Talecris beschäftigte 2008 etwa 4.500 Mitarbeiter bei einem Umsatz von 1,5 Milliarden US-Dollar. Talecris arbeitet vor allem an der Erforschung, Entwicklung und Herstellungstechnologie von plasmabasierten Immunglobulinen.

## Geschichte
Talecris wurde am 1. April 2005 aus der Geschäftseinheit Bayer Biological Products der Bayer AG ausgegründet. Die Geschichte des Unternehmens in seinen verschiedenen Formen und Namen reicht bis in das Jahr 1942 zurück, als die Cutter Laboratories es als erste schaffen, Plasma zu fraktionieren und das Plasmaprodukt Albumin herzustellen.
1974 stellten die Cutter Labore ihre Fabrik in Clayton (North Carolina) mit einer Kapazität von 375.000 Litern und einer Belegschaft von 100 Mitarbeitern fertig, woraufhin das Unternehmen von Miles Laboratories übernommen wurde. Vier Jahre später, im Jahr 1978, wurde Miles Laboratories von der Bayer AG übernommen. Die Vorgängerfirma von Precision Pharma Services, das New York Blood Center (Melville Biologics) mit Betriebsanlagen in Melville (New York), wurde 1980 von der FDA freigegeben. 1992 vereinigte die Bayer AG ihre US-Unternehmungen und bildete die Miles Inc, die 1995 in Bayer Corporation umbenannt wurde. Die Fabrik in Melville wurde 2001 von Ampersand Ventures erworben und in Precision Pharma Services umbenannt.
Bereits 1988 wurde mit der Ausbietung des Medikaments Prolastin der erste Alpha-1-Proteinase-Inhibitor vertrieben. Die Fabrik in Clayton erreichte 1999 eine Fraktionierungskapazität von 1,9 Millionen Litern pro Jahr. Im Jahr 2001 entwickelte Bayer BP die Western-Blot-Assay-Methode zum Nachweis von Prionen. Weiterhin wurde 2002 als erstes Unternehmen die Sicherheitsverpackung Tamper-Evident-Packaging (TEP) eingeführt. Neben der Einführung von Gamunex erhielt Bayer BP im Jahr 2004 als erstes Unternehmen von der FDA die Anerkennung für seinen in-house „nucleic acid testing (NAT)“ zum Nachweis des HIV.
Im Jahr 2005 wurde in den USA das Unternehmen Talecris Biotherapeutics gegründet, das damit das weltweite Plasmageschäft der Bayer BP und die gesamte Entwicklungs- und Herstellungskapazität von Precision Pharma Services übernahm. Von der Plasma Protein Therapeutics Association (PPTA) erhielt Talecris die QSEAL-Zertifizierung. Am 1. April 2006 wurde Talecris auch in Kanada sowie am 1. Dezember desselben Jahres in Europa gegründet. Ebenfalls im Jahr 2006 gab das Unternehmen die Gründung der Talecris Plasma Resources zur eigenen Gewinnung von Plasma in über die gesamte USA verteilten Plasmazentren bekannt. Die Prexision Pharma Services ging in der Talecris Biotherapeutics auf.
2011 wurde Talecris von dem spanischen Unternehmen Grifols für vier Milliarden US-Dollar übernommen.

## Forschung und Entwicklung
Talecris investierte im Jahre 2007 120 Millionen US-Dollar in Forschung und Entwicklung, obwohl die Fertigungskosten aufgrund der aufwendigen Gewinnung von Blutplasma bei 50 Prozent liegen. Da Blutplasma strengen Auflagen unterliegt – die nicht nur die Gewinnung durch freiwillige Spender, die keiner Risikogruppe angehören dürfen, sondern vor allem auch die Nachbearbeitung und Kontrolle betrifft, die sicherstellen soll, dass keine Krankheitserreger im Rohstoff sind –, hat Talecris seine eigenen Forschungs- und Entwicklungsplattformen etabliert. Zu den untersuchten Wirkstoffen gehören alle Plasmabestandteile und Immunglobuline, die sich aus dem Spenderpool gewinnen lassen. Sie unterstützen und modulieren das Immunsystem durch verschiedenartige Wirkmechanismen.

## Produkte
In Europa sind folgende Produkte von Talecris zugelassen:
- Gamunex (IVIG-C). Gamunex ist in den USA ebenfalls zugelassen für die Behandlung von Patienten mit CIDP.
- Prolastin

In den USA sind folgende Produkte von Talecris zugelassen:
- Koate
- Plasbumin
- Thrombate III
- Hypermunes